# Витч-хаус
Витч-ха́ус (англ. Witch House, дословно — «Ведьмин Дом»; также известен как Haunted house, дословно — «Дом с привидениями»; слово «house» также отсылает к музыкальному жанру) — жанр электронной и экспериментальной музыки и цифрового искусства, впоследствии породивший отдельную интернет-субкультуру; возник на рубеже 2000—2010-х годов. По одной из версий, название впервые в 2009 году шуточно применил Трэвис Эгеди (сценическое имя Pictureplane) для описания музыки, создаваемой им и его соратниками. Не путать с дарк-хаусом, ответвлением прогрессив-хауса, существовавшим в 2000—2001 годах.
Во всей совокупности витч-хаус несёт в себе нигилистические, деструктивные и «мрачные» настроения, неотъемлемой частью которых являются дух упадка, депрессии и меланхолии, «размышления о смерти и бессмысленности бытия». Также витч-хаусу присущи эксплуатация тематики колдовства, шаманизма и чёрной магии, преступного, аморального и развратного поведений, романтизация наркотиков и психических расстройств, эстетизация собирательного жанра ужасов (фильмы, фотографии, аниме и манга) и явления так называемого шок-контента, — звуки и/или видео с демонстрацией страданий, пыток, убийств или смерти животных и/или людей, плачей, криков и/или стонов боли, отталкивающим и тошнотворным изображением насекомых, религиозных, в частности оккультных ритуальных практик, разного рода травм и прочего.
Ошибочное представление о том, что тема суицида является нераздельной частью витч-хауса берёт своё начало с 19 августа 2011 года, когда исполнитель Грег Саттан (Greg Sattan), писавший музыку под псевдонимом LOVEDIED, свёл счёты с жизнью, впоследствии его творчество стало «культовым» для жанра. В качестве дани уважения лейбл witch-house.com выпустил альбом-компиляцию Love Never Dies, который объединил множество исполнителей и был полностью посвящён Грегу.

## Особенности жанра
Витч-хаус, вопреки частым заблуждениям, не имеет прямого отношения к религии в общем и к сатанизму в частности, в отличие, например, от некоторых ответвлений жанра блэк-метал; и оккультные элементы витч-хауса используются скорее как эстетическая эксплуатация: для провокации и подчёркивания общей мрачности музыкального жанра.
Кроме того, поскольку витч-хаус изначально являлся исключительно андерграундным направлением, то ранние живые выступления, за исключением некоторых популярных музыкальных фестивалей, больше походили на редкие собрания друзей и знакомых, из-за чего ранний период витч-хауса считается далёким от навязанной вскоре идеологии «тёмной» электронной музыки и оккультизма.

### Музыкальный стиль
На первых этапах своего существования витч-хаус позиционировался как «оккультно-ориентированный» жанр электронной музыки, в котором часто использовались сэмплы, взятые из фильмов ужасов. 
Для характе́рного изменения скорости или громкости голоса применяется эффект pitch, темп треков в данном жанре от 90 до 130 BPM (чаще всего от 100 до 115) в ударных партиях используются минималистичные драм-машины наподобие Roland TR-808, эффект баса создаётся с помощью синтезатора Hoover либо Harmor с пресетом Sasquatch или других аналогов, лид-синтезатор на дропе чаще всего состоит из двух осцилляторов с формой волны пила (sawtooth). У этих осцилляторов как правило 4 или 16 голосов с эффектом detune на 0.25 центов. Из обработок лида могут используются Distortion, Delay, Reverb, Flanger, Bit Crusher и другие. Голос обрабатывается чаще всего реверберацией и эквализацией, убирая частотные резонансы. В витч-хаусе преобладают высокие частоты: сильное эхо, реверберация, мелодия на высоких октавах. Это в совокупности делает звучание медленным и тягучим, из-за чего витч-хаус путают с такими жанрами как vaporwave и дроун; также заметно, что витч-хаус является своего рода индастриал версией жанра electro goth. Крайне частым явлением витч-хауса являются ремиксы и сильно обработанные сэмплы и акапеллы из популярных песен: как современных, так и хитов 1980-х и 1990-х годов, особенно в жанре хип-хоп.
Интернет-журналист Сэм Хокли-Смит (Sam Hockley-Smith) в статье New York Magazine так описывал музыкальный стиль витч-хауса:

На самом деле витч-хаус был сочетанием нескольких разных музыкальных идей: шугейз, смешанный с восхитительным реверансом в сторону психоделических, нарезанных и завинченных микстейпов хьюстонского DJ Screw. Размытые тона синтезаторов и гитар были растянуты и развёрнуты, а вокал, если он вообще присутствовал, был в основном неразборчивым, искажённым и замедленным до душераздирающего стона.
Оригинальный текст (англ.)The reality was that witch house was a blend of a couple of different musical ideas: shoegaze mixed with an admirable reverence for the psychedelic, chopped, and screwed mixtapes of Houston’s DJ Screw. Blurry synth and guitar tones were stretched and reversed, and vocals, if they existed at all, were largely unintelligible, mangled and slowed into a soupy moan.

Принято считать, что наибольшее влияние на формирование витч-хауса оказали такие музыкальные жанры как эмбиент, дарквейв, индастриал, хип-хоп, в какой-то мере даже блэк-метал и ряд готических групп 1980-х годов, таких как The Cure и Christian Death, а также некоторые экспериментальные группы, такие как Crystal Castles, Coil и Psychic TV.

### Визуальный стиль
В визуальном плане витч-хаус перенял эстетику музыки 1980-х в виде аналоговых фотографий, глитч и VHS эффектов, а также в визуальном сопровождении обычно задействованы видеоматериалы, относящиеся как к западной культуре жанра ужасов 1980—2000-х годов, так и к японской, включая аниме.

#### Символы Юникода
Как правило, названия музыкальных проектов и композиций в жанре витч-хаус, помимо стандартных букв, содержат символы треугольников (△, ▲, ▽, ▼ и др.), крестов (⸸, †, ‡, и др.) и прочие элементы Юникода, использование которых позволило бы подчеркнуть индивидуальность как отдельного проекта, так и всего жанра в целом, и возможность приобщиться к жанровому движению. К тому же использование символов Юникода подразумевало невозможность поиска музыки онлайн посредством их ввода в поисковых запросах, что способствовало бы изоляции витч-хауса от остальной музыки в целях сохранения индивидуальности жанра. Однако впоследствии такой приём, вопреки ожиданиям, имел обратный эффект, в противовес чему к настоящему времени Юникод стал использоваться намного реже.

## История

### Происхождение названия
Термин «витч-хаус» первоначально зародился как шутка в беседе между музыкантами Трэвисом Эгеди (англ. Travis Egedy), под псевдонимом Picturplane, и его приятелем Shams, андерграундным исполнителем, и использовался исключительно для шуточного описания музыки, которую исполнял музыкант и его друзья в 2009 году. Вскоре, после упоминания в Pitchfork Media, блоги и музыкальная пресса стали использовать этот термин уже повсеместно. Также существует версия, что данный термин был придуман одним из участников мичиганского музыкального трио Salem, который участвовал в организации их выступлений.

### История жанра
По меркам музыкальной индустрии витч-хаус является молодым жанром, однако уже сейчас в истории его развития можно выделить несколько этапов:

#### «Зарождение жанра», 2005—2008 гг.
15 августа 2005 года концептуальный художник Антонио Урдиалес (Antonio Urdiales) впервые начинает делиться своей музыкой, стилизованными изображениями и анимациями в своём блоге на «Живом Журнале» под никнеймами Ponyboy и GODBLESS. В будущем его работы станут опорой и вдохновением для возникновения «эстетики» визуальной составляющей жанра витч-хаус.
С январь по март 2007 года художники Даниель Келлер (Daniel Keller) и Ник Космас (Nik Kosmas) под общим псевдонимом AIDS-3D вместе выпускают музыкальный альбом под говорящим названием «11 Songs I Like More When I Slow Them Down» (с англ. — «11 песен, которые мне нравятся больше, когда я их замедляю»), который вскоре сформирует ориентировочную концепцию уже музыкальной составляющей витч-хауса.

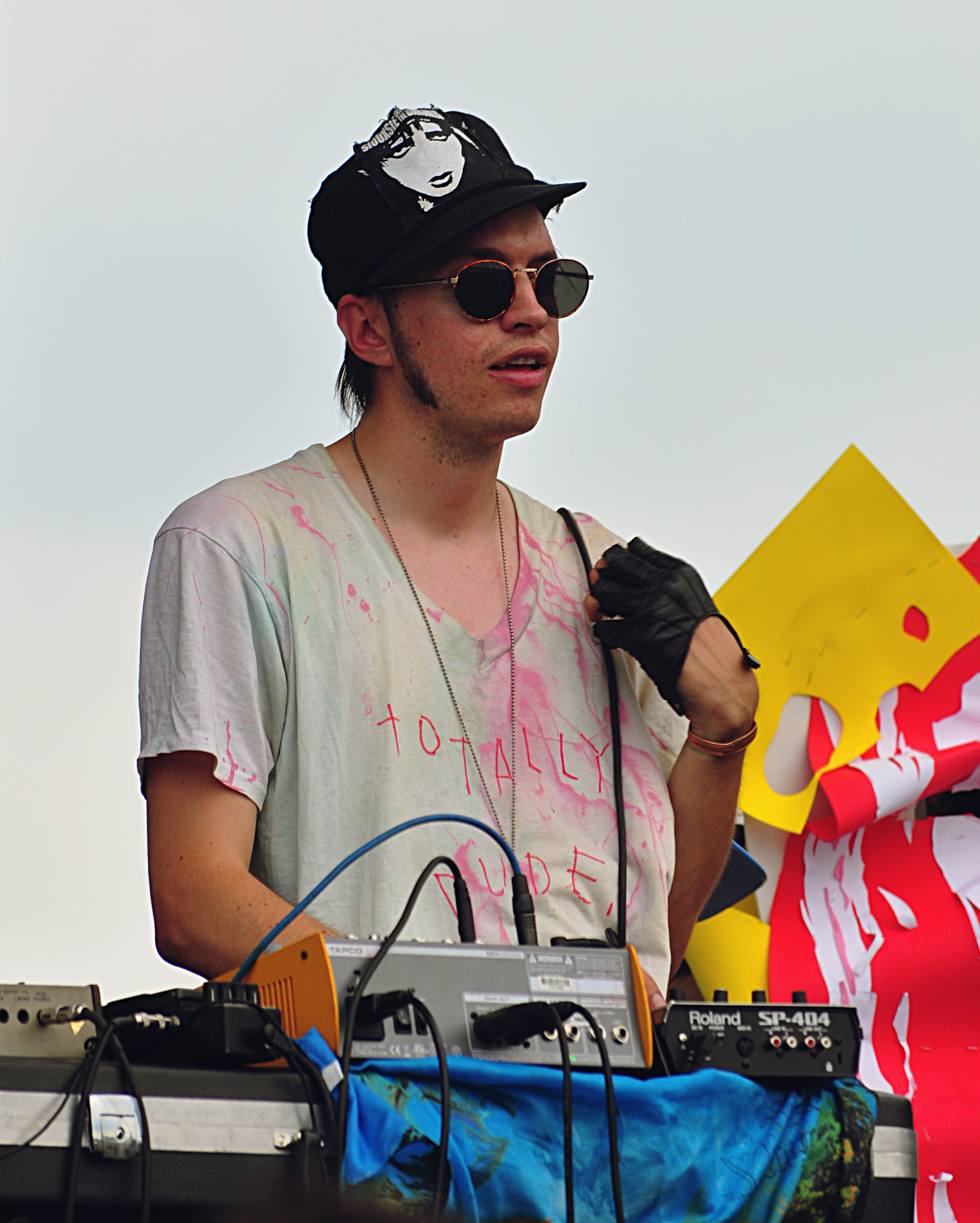
Трэвис Эгеди (Picturplane) на живом выступлении (2010)

#### «Разрастание жанра», 2009—2010 гг.
Начальные этапы становления витч-хауса совпали с периодом популяризации такого явления, как даркнет и появления первых криптовалют. Некоторые аспекты культуры даркнета повлияли на формирование визуального стиля витч-хауса, что особенно заметно в раннем творчестве проекта Blvck Ceiling.
Выпуск крупных альбомов Dark Rift (2009) от Pictureplane и King Night (2010) группы Salem и появление таких музыкальных проектов, как White Ring и Ritualz за короткое время дают стимул мощному развитию витч-хаус.
С этого периода самобытное звучание и эксцентричная эстетика жанра стали стремительно распространяться в популярных на тот момент социальных сетях Myspace и Tumblr, где уже активно обсуждали, воспроизводили и делились витч-хаусом множество DIY-музыкантов. Появляются десятки новых музыкальных проектов, таких как Crim3s, Purity Ring, Gvcci Hvcci, oOoOO, Crystal Castles и Holy Other.
Трэвис Эгеди так комментировал этот период:

Это была взрывная волна. <…> В те времена существовала удивительная сеть между DIY в складных помещениях и рейвами, и шоу проходили по всей Америке. И в то же самое время электронная музыка, написанная в спальнях, действительно расцветала. Люди писали музыку в своих спальных комнатах с помощью синтезаторов и новой компьютерной программы, которая разительно облегчала задачу. 
Оригинальный текст (англ.)It was an explosion. <…> There was, at the time, an amazing network of DIY warehouses and raves and shows happening all across America. And at the same time, bedroom electronic music was really blossoming. People were making music in their bedroom with synthesisers and new software that made it really easy to do.

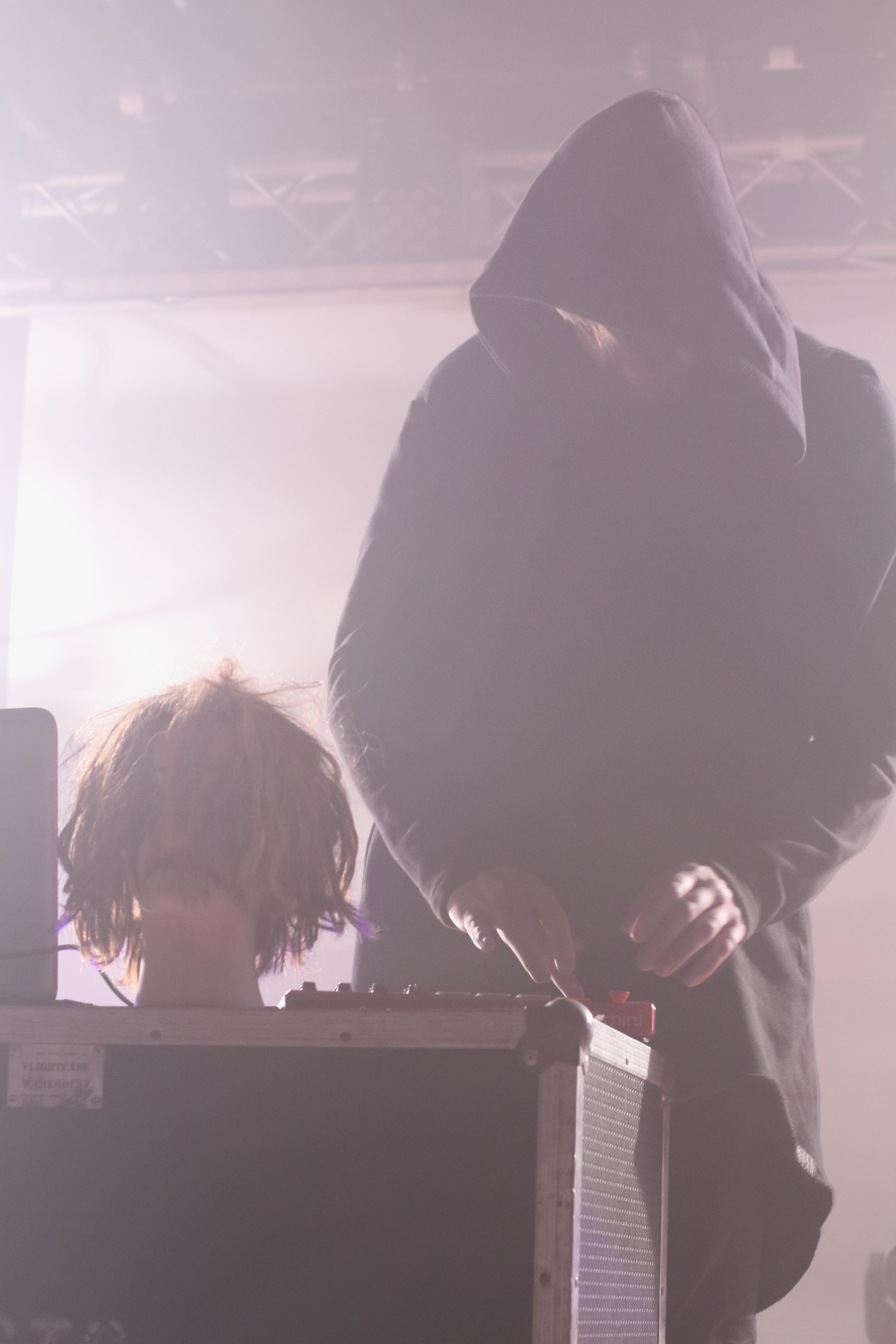
Sidewalks and Skeletons выступает на публике в Лондоне (2017)

Происходит стремительное развитие жанра, который уже на тот момент представлял собой противопоставление новой «волне» западной поп-музыки. Предельно мрачное и нестандартное, нарочито грубое и необработанное звучание, обильное использование хоррор и арт-хаус эстетики и символов Юникода закрепляются в витч-хаусе как его неотъемлемая часть, порождая «атмосферу магии хаоса, волшебной свободы и анархии». Среди тех, кто внёс наибольший вклад в развитие жанра в данный период можно выделить такие проекты, как Blvck Ceiling и Sidewalks and Skeletons.

#### «Перерождение жанра», 2011—2012 гг.
Появляется российский лейбл ODDOT, c которого начинается развитие жанра в России, и на котором начинают издаваться такие исполнители, как (((O))), Summer of Haze, Mugl и Crossparty. Также в это время появляется англоязычный форум witch-house.com, ставший отправной точкой в формировании сообщества на западе и к настоящему времени также являющийся лейблом, выпускающим музыкальные альбомы, синглы и сборники, ориентированные на ценителей «старой школы» витч-хауса. Возникают музыкальные коллективы Crim3s, Chainless.
Происходит перерождение жанра. В это время на западе популярность витч-хауса спадает, новые релизы уже практически не выходят, а исполнители участвуют в живых выступлениях всё реже и реже. Однако в это же время в России витч-хаус становится значительно популярнее и начинает развиваться стремительными темпами. На сцене появляются исполнители, которые вскоре станут «культовыми» для жанра и определят его дальнейшее развитие на годы вперёд как в России, так и в США и Европе.
В этот период в России начинает зарождаться своё комьюнити, никак не пересекающееся с западным, что в дальнейшем сильно отразится на самом жанре. Начинают встречаться первые упоминания витч-хауса в интернет-изданиях. Также появляются первые крупные промоутеры — Untitled Burial и Nightmares and 808s, внёсшие большой вклад в формирование комьюнити, сохранение и развитие жанра по обе стороны океана.

#### «Золотой век жанра», 2013—2015 гг.
Этот период принято считать «золотым веком» витч-хауса. Множество исполнителей как в России, так и в США и Европе выпускают релиз за релизом, немалая часть из которых станет эталоном витч-хауса. В России проходит множество живых выступлений и крупных вечеринок, таких как VV17CHØU7 и ВЕДЬМИН ДОМ. В США витч-хаус переживает второе рождение, при этом в Европе с ним происходят определённые метаморфозы, которые приводят к активному развитию недавно появившийся жанра электронной музыки — wave (не путать с жанром, появившемся в 1980-х годах). Возникают новые исполнители, впоследствии приобретшие большую известность: Fraunhofer Diffraction, † CΛIN † и Craspore.

#### «Упадок жанра», 2016—2021 гг.
В этот период истории жанра происходит постепенный спад его популярности; также бо́льшая часть известных исполнителей со временем перестаёт активно создавать музыку, творчески стагнируя и не привнося ничего нового в сам жанр, в то время как новых исполнителей практически не появляется. В 2016 году закрываются наиболее значимые и популярные нет-лейблы: Aural Sects (США), Pale Noir (США), Equilateral Records (Чили) и MUTANT FUNK (Россия).
В 2021 году впервые за несколько лет в России проходит полноформатный витч-хаус фестиваль CRIMEWAVE, на который собралось порядка 1 500 человек. В том же году возникают новые жанры, такие как дримкор (dreamcore), или вирдкор (weirdcore), которые практически полностью затмевают собой витч-хаус.

## Современность
Поскольку витч-хаус, как музыкальный жанр, был образован под влиянием множества других жанров, процесс его формирования происходил на протяжении 10 лет и продолжается до сих пор, что позволило расширить набор стилей многократно, и что в итоге сделало витч-хаус самым экспериментальным жанром «тёмной» электронной музыки, который включает в себя множество элементов других жанров, — начиная от классического дарк-эмбиент, заканчивая EDM, которые напрямую с витч-хаусом не ассоциируются. Также можно услышать узконаправленные стили, основанные, например, на творчестве Говарда Лавкрафта и славянском фольклоре.
В январе 2022 состоялась пятая часть крупного фестиваля NEDOSTUPNOSTЬ в Москве.
В настоящее время витч-хаус стоит воспринимать как направление, объединяющее людей с одинаковыми взглядами и идеями, нежели как сформировавшийся музыкальный жанр с устоявшимися правилами.

## Отражение в культуре

### В кинематографе
Музыка группы Salem использована в саундтреках фильмов «Любовь» и «Место под соснами».

### В компьютерных играх
Треки проекта Sidewalks and Skeletons использованы в игре RUINER 2017 года.

### Комментарии
1. ↑  В сентябре 2014 года проект (((O))) стал участником шоукейс-фестиваля Vilnius Music Week и получил положительные отзывы от первого менеджера Pink Floyd Питера Дженнера и музыкальных критиков[30].